# Lagunas de Tera y Vidriales
Lagunas de Tera y Vidriales este o arie protejată (arie specială de conservare — SAC, sit de importanță comunitară — SCI) din Spania întinsă pe o suprafață de 2.291,45 ha, integral pe uscat.

## Localizare
Centrul sitului Lagunas de Tera y Vidriales este situat la coordonatele 42°00′57″N 5°58′52″W / 42.0158°N 5.9812°V.

## Înființare
Situl Lagunas de Tera y Vidriales a fost declarat sit de importanță comunitară în februarie 2004 pentru a proteja 3 specii de plante și 2 specii de animale. Situl a fost protejat și ca arie specială de conservare în septembrie 2015.

## Biodiversitate
Situată în ecoregiunea mediteraneană, aria protejată conține 13 habitate naturale: Mlaștini turboase de tranziție și turbării mișcătoare, Formațiuni ierboase bogate în specii de Nardus, dezvoltate pe substraturi silicioase în zone montane (și în zone submontane, în Europa continentală), Dehesas cu Quercus spp. perene, Pajiști uscate europene, Iazuri temporare mediteraneene, Lacuri și iazuri distrofice naturale, Pajiști cu Molinia pe soluri calcaroase, turboase sau argilos-nămoloase (Molinion caeruleae), Depresiuni pe substraturi de turbă de Rhynchosporion, Pajiști umede atlantice temperate cu Erica ciliaris și Erica tetralix, Pseudostepă cu ierburi și specii anuale de Thero-Brachypodietea, Lacuri eutrofice naturale cu vegetație de tip Magnopotamion sau Hydrocharition, Păduri de Quercus ilex și Quercus rotundifolia, Păduri de stejar galițio-portugheze cu Quercus robur și Quercus pyrenaica.
La baza desemnării sitului se află mai multe specii protejate:
- plante (3): Eryngium viviparum, Marsilea strigosa, Santolina semidentata
- amfibieni (1): Discoglossus galganoi
- reptile (1): Mauremys leprosa

Pe lângă speciile protejate, pe teritoriul sitului au mai fost identificate 8 specii de plante, 7 specii de amfibieni, 3 specii de mamifere.